# История Кёльна

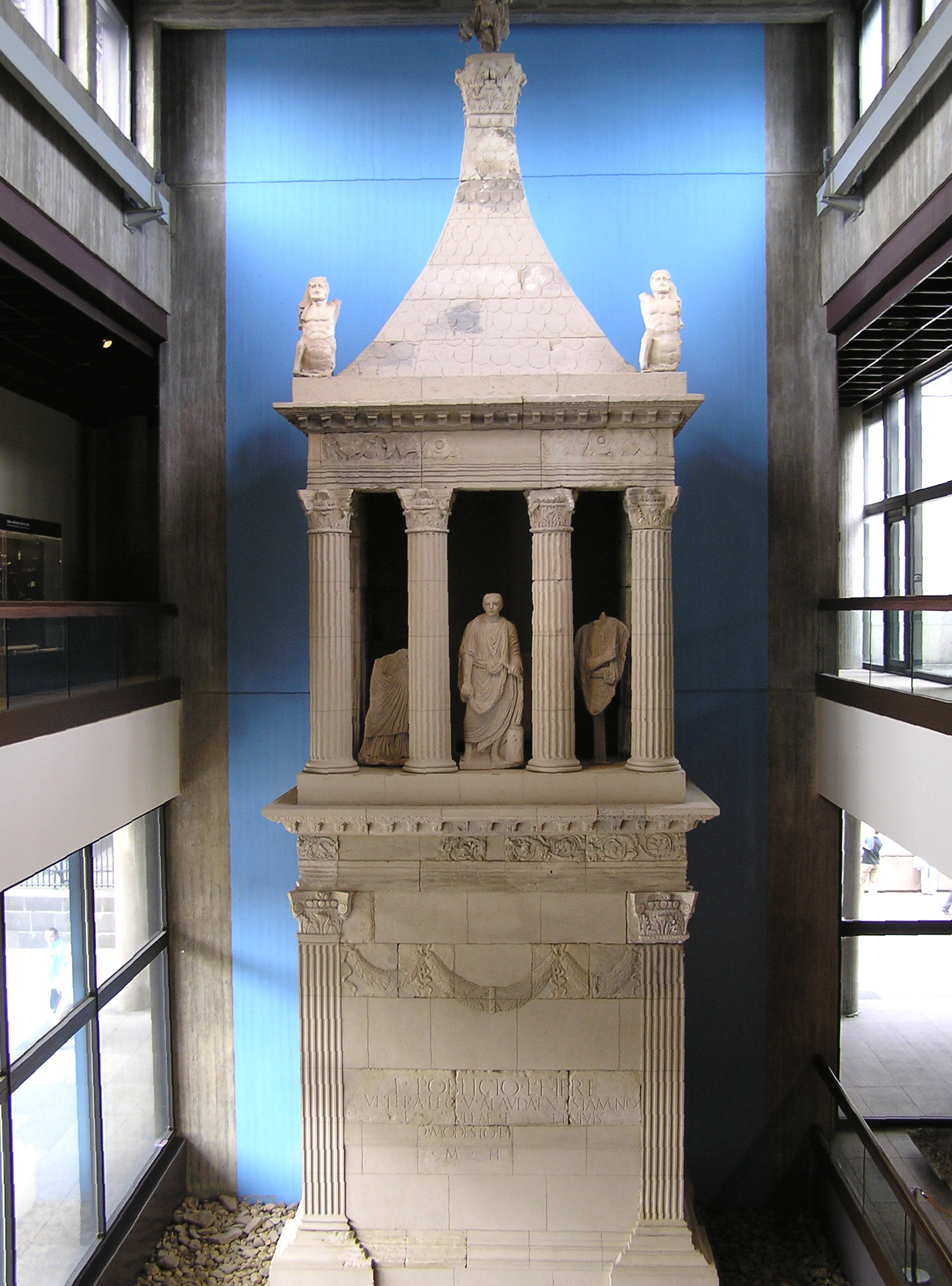
Надгробие Поблиция. Кёльн, Римско-Германский музей.

История Кёльна уходит корнями в глубину веков, задолго до первого документального упоминания. Более 5000 лет назад древние кельты имели здесь свои поселения, как подтверждают археологические находки, в районе Линденталь.

## Римский период
История Кёльна начинается в 38 году до н. э. с основания оппида Убиорум (лат. Oppidum Ubiorum). Этот каструм был основан Марком Випсанием Агриппой, полководцем императора Августа после переселения на левый берег Рейна дружественного римлянам германского племени убиев. Жившие здесь ранее эбуроны были разбиты войсками Гая Юлия Цезаря. В 15 году н. э. в этом укреплённом селении, окружённом дремучими германскими лесами, в семье полководца Германика рождается Агриппина, которая и считается матерью-основательницей города Кёльна. Став женой императора Клавдия и вместе с тем императрицей (а позже матерью императора Нерона), она склоняет мужа дать её родному городу статус колонии, официально ставящий его в ранг имперских городов и вводящий римское право. В 50 году Оппид Убиорум получает этот статус и называется с тех пор «Колония Клавдия и Алтарь агриппинцев» (лат. Colonia Claudia Ara Agrippinensium). Сокращённо город называли Колония Агриппины (лат. Colonia Agrippinensis), а к Средневековью осталось только «Колония», на местном простонародном языке — Кёльн.
С этого времени, город начал стремительно развиваться. В 69 году в ходе смуты градоначальник Колонии Агриппины Вителлий провозглашает себя императором, но оказывается побеждён Веспасианом. И уже в 85 году город объявляется столицей провинции Нижняя Германия (лат. Germania Inferior) — событие, предопределившее историческую судьбу Кёльна. В Колонии Агриппины появляются административные здания (преторий — дворец наместника), храмы (например, храм Юпитера), театр; из Рима переселяется управленческий аппарат, торговцы, жрецы, просто крестьяне, надеющиеся на благодатные почвы и менее высокие налоги. Через 100 лет город уже насчитывает 15 000 человек населения — и это в дикой Германии, при том, что на другом берегу Рейна уже начинались владения свободных германских племён. Позднее Кёльн становится центром стекольной промышленности, появляется монетный двор, за городскими стенами, которым будет суждено простоять ещё сотни лет, строятся шикарные виллы римской знати, удалившейся на покой в провинцию. В 310 году по указу императора Константина строится первый (и вплоть до XIX века единственный) мост через Рейн. К этому времени в Кёльне уже функционируют общины христиан и иудеев, после Миланского эдикта епископ кёльнский Матерн принимает участие в Первом Вселенском соборе.
Однако с конца IV века в Кёльне складывается неспокойная обстановка. Богатая колония становится жертвой набегов воинственных франков, а также солдатских бунтов. В это время у Кёльна принимает мученическую смерть его нынешняя патронесса святая Урсула и её 11 дев. Набеги аланов, вандалов и саксов были успешно отражены. Тем не менее в 454 году франки окончательно завоёвывают Кёльн и окрестности в битве при Цюльпихе. Кёльнский преториум становится резиденцией короля Хлодвига I. Так закончился почти пятисотлетний римский период истории Кёльна.

## Средневековый период

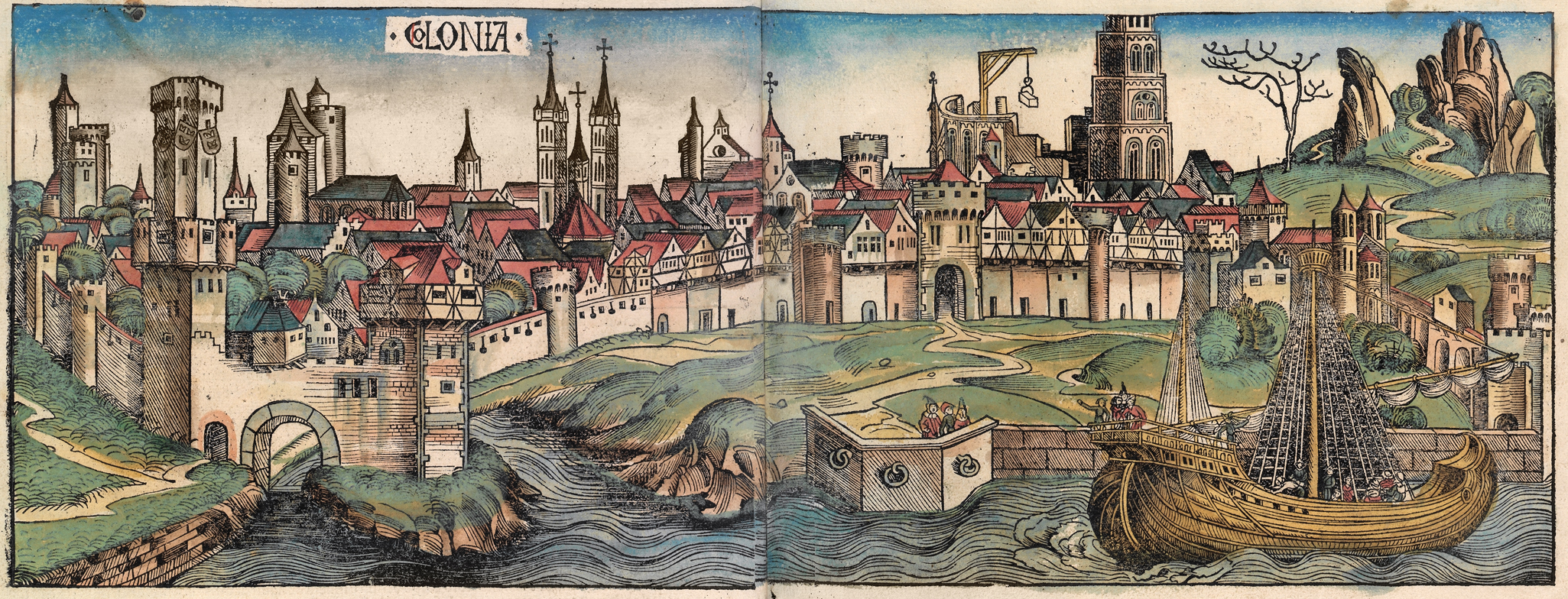
Кёльн в 1493 году. Ксилография из «Нюрнбергской хроники»

В 508 году после более чем полувекового господства рипуарских франков Кёльн отходит к королевству Меровингов. Позднее, в 795 году Карл Великий провозглашает Кёльн архиепископством, а своего друга Хильдебольда первым архиепископом. Архиепископство кёльнское включало в себя территории северо-западной Германии и Нидерландов. Этот высокий статус обусловил начало строительства первого кёльнского собора в романском стиле в 870 году. Однако в 881 году город постигает тяжёлое бедствие — нападение норманнов, которые опустошили Кёльн и его окрестности.
В середине X века император Отто Великий присваивает своему брату, архиепископу кёльнскому Бруно, титул герцога Лотарингского. В самом же Кёльне поселяется невестка Отто, византийская принцесса Феофано (покоится в церкви св. Пантелеймона по сей день). К тому времени Кёльн уже начинает становиться одним из значительнейших городов средневековой Европы. Возводятся католические храмы, расцветает торговля. В 1164 году архиепископом кёльнским становится Райнальд фон Дассель, близкий друг Фридриха Барбароссы. Тот жалует ему титул Канцлера Италии и даёт добро на перенос в Кёльн из Милана мощей святых волхвов. Вскоре начинается строительство громадного готического собора (1248).
Постепенно растёт и самосознание горожан Кёльна. С XI века всё чаще происходят стычки между высшим духовенством и бюргерами. В решающей битве при Воррингене в 1288 кёльнцы выступили на стороне герцога брабантского против своего архиепископа и одержали над ним окончательную победу. Кёльн стал свободным городом, хотя и оставался центром архиепископства. Ровно через 100 лет после этого знаменательного события был основан Кёльнский университет. А в 1367 году в Кёльне проходит заседание торгового союза немецких и голландских городов, на котором принимается решение об объявлении войны Дании. Это событие традиционно отождествляется с основанием Ганзы — величайшего торгового союза Средневековья. Город переживает экономический бум, период своего наивысшего расцвета. С XIII и по XVI век Кёльн — крупнейший город немецких территорий Священной Римской империи. Архиепископ кёльнский традиционно принадлежал к 7 курфюрстам обладающим правом выбора императора.
В 1396 году власть в городе переходит из рук патрициев к ремесленным гильдиям, на кёльше «гаффелям». Признавая значение города, император теперь уже официально присваивает ему в 1475 году статус свободного имперского города (Freie Reichsstadt).
Средневековые укрепления Кёльна:

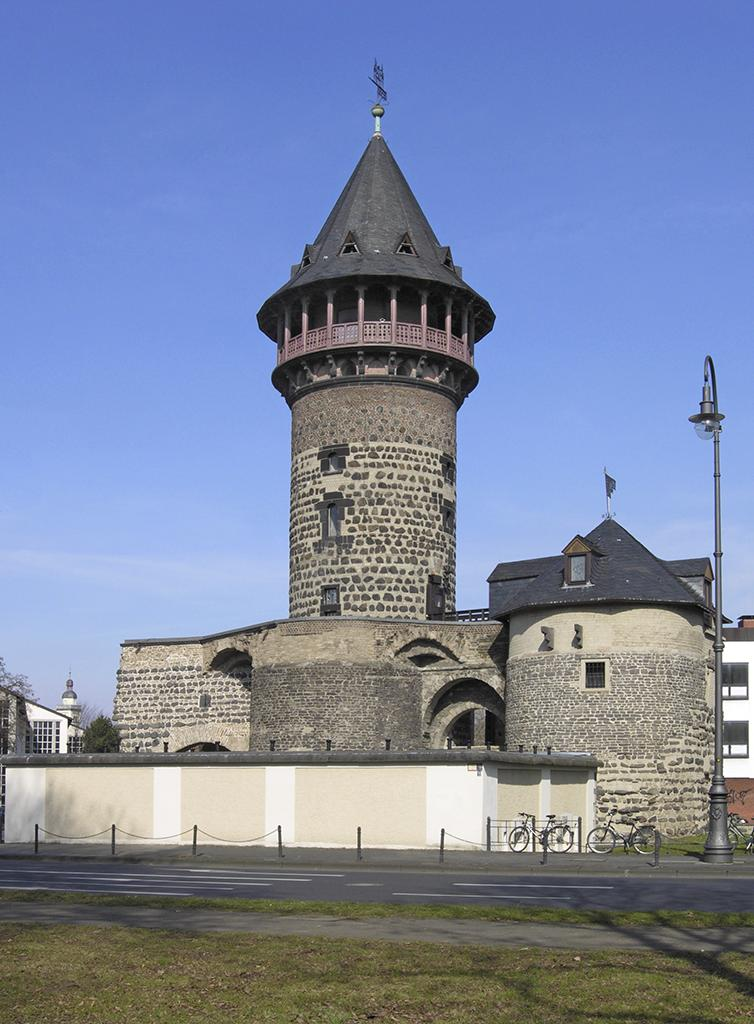
Улрепфорт
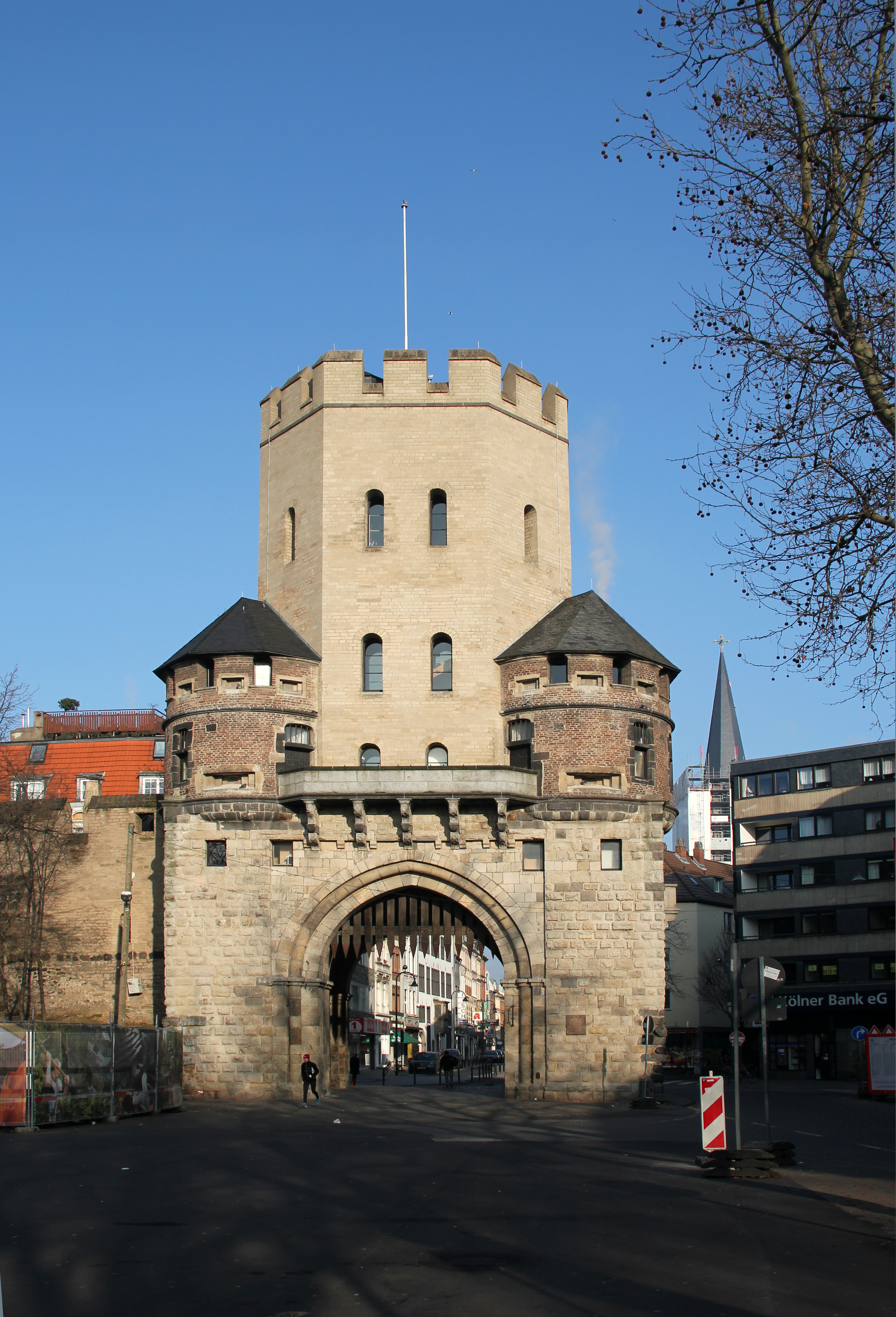
Ворота Святого Северина
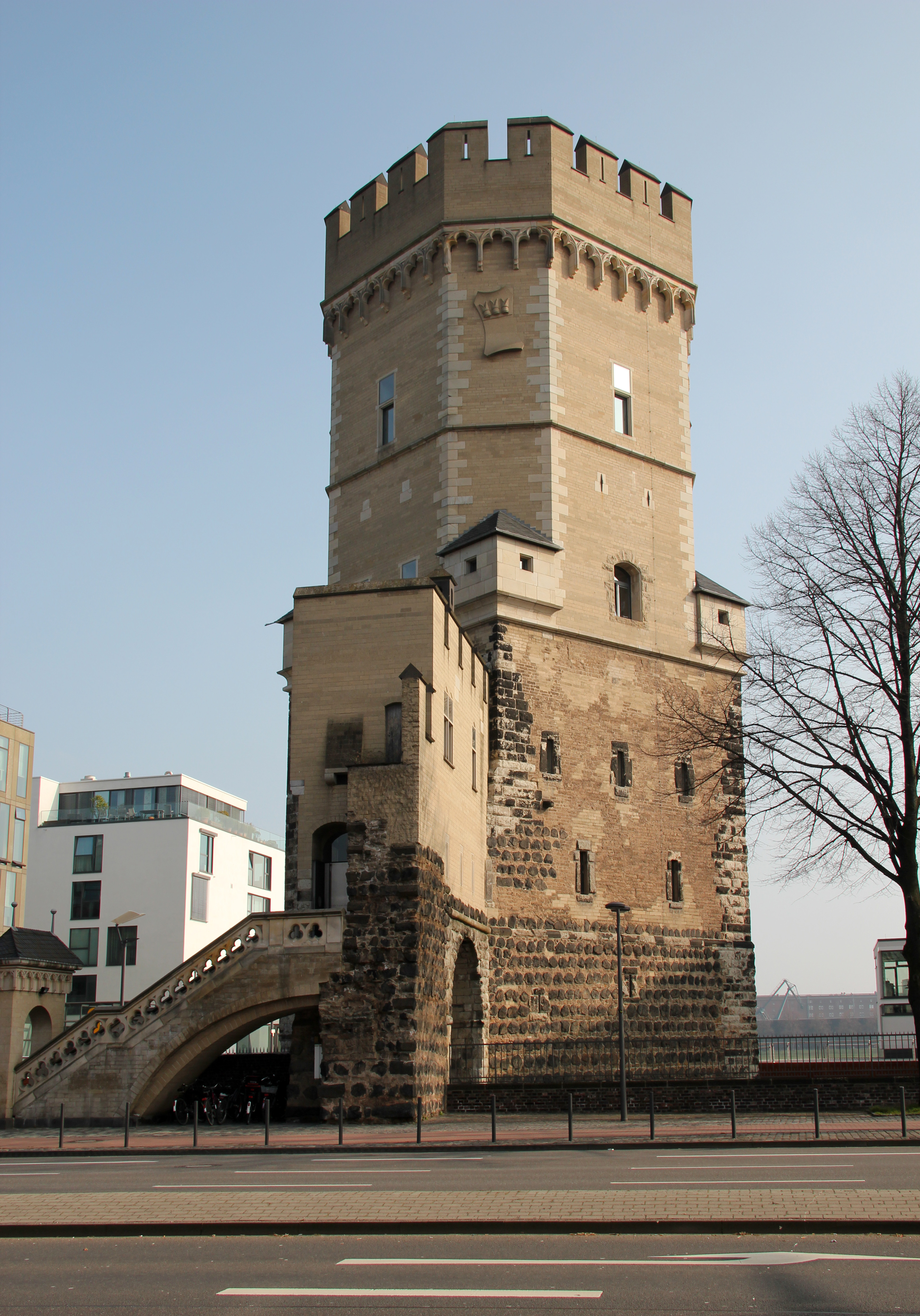
Байертурм
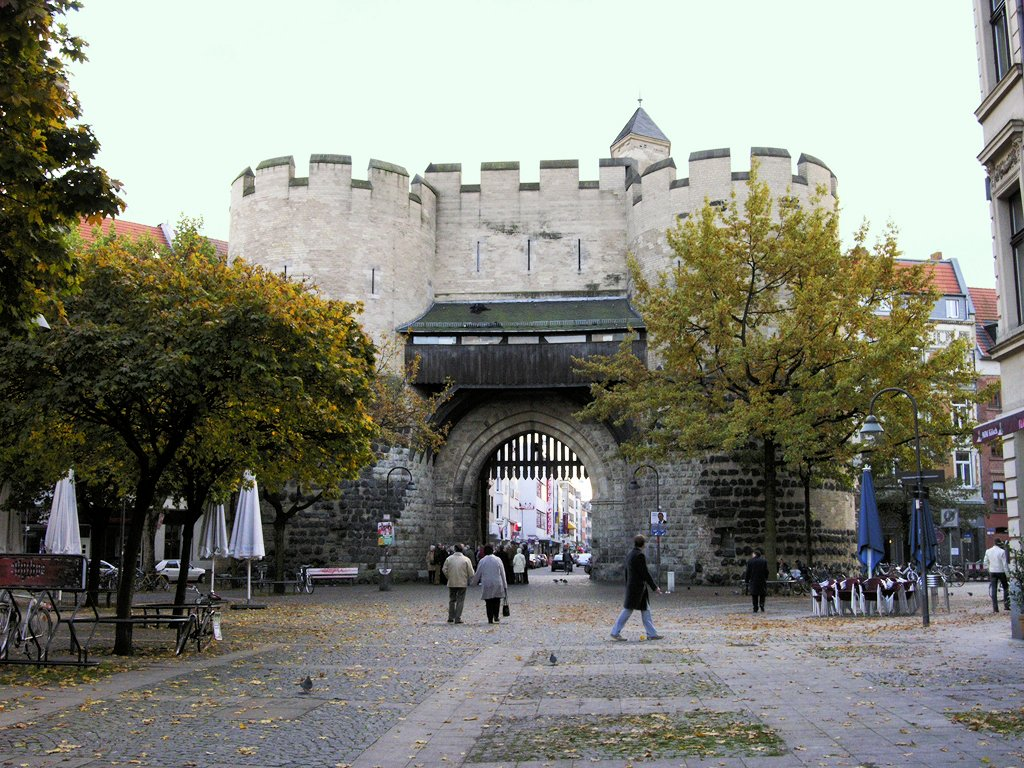
Айгельштайнские ворота

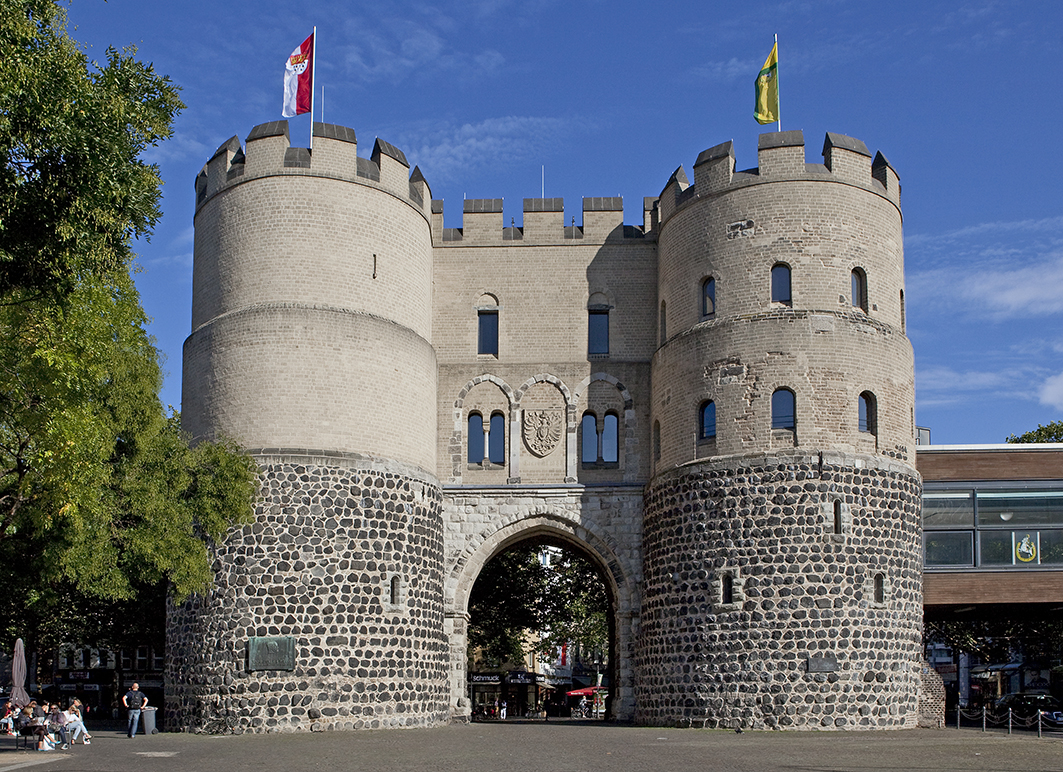
Ворота Ханенторбург
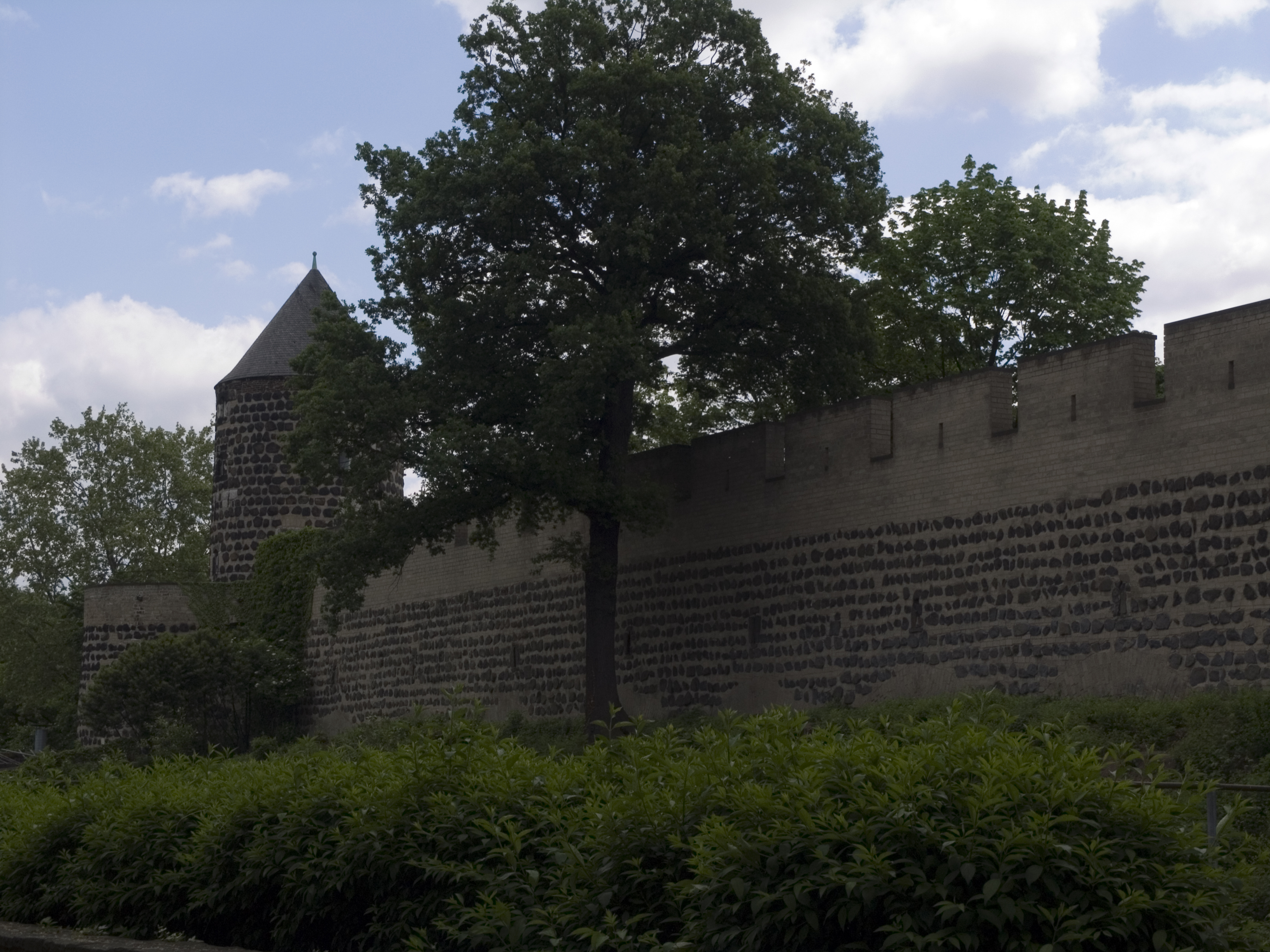
Мельница Святого Геро
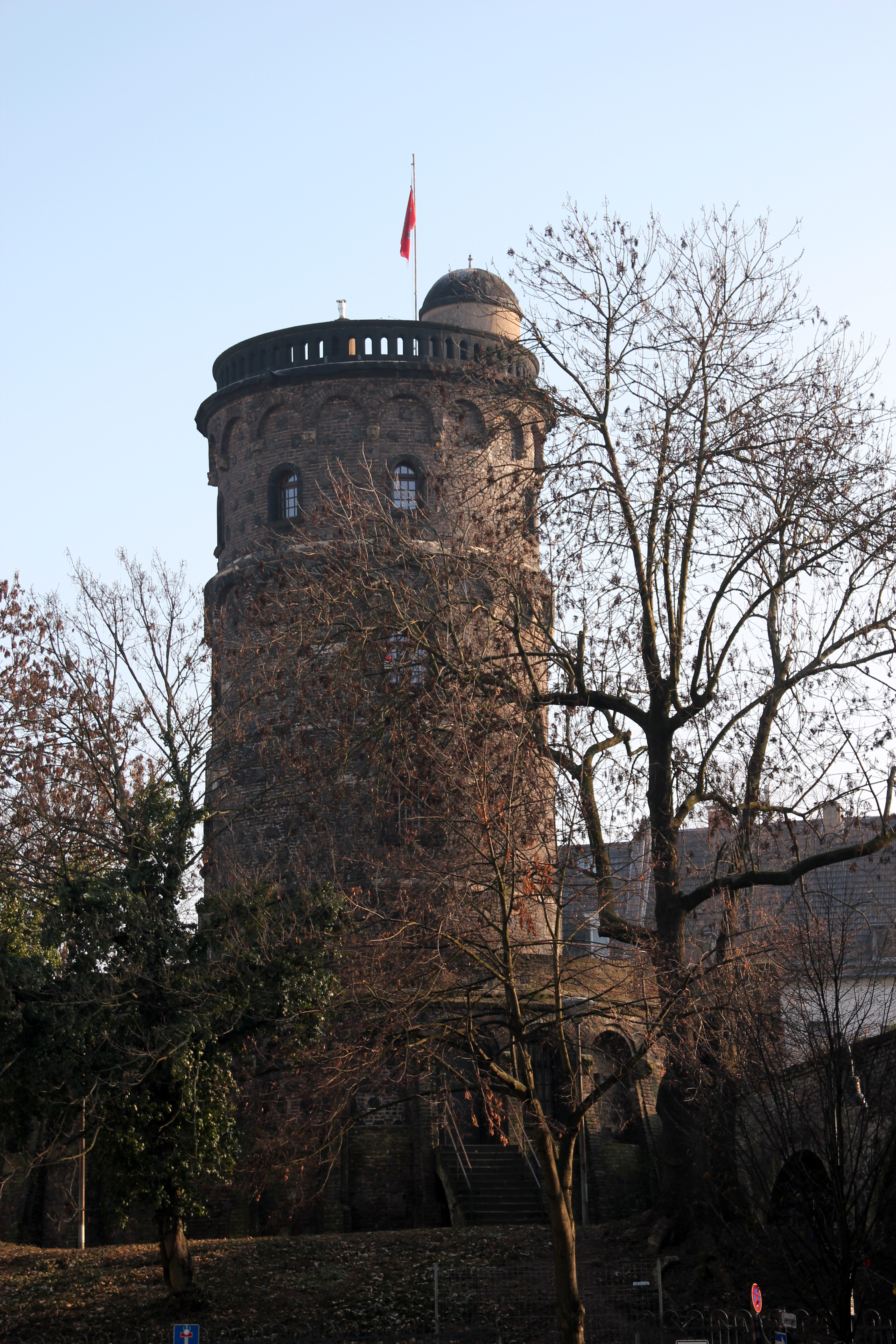
Боттмюле

## Период независимости
В декабре 1582 года курфюрст Кёльна Гебхард Трухсес фон Вальдбург перешёл в протестантизм. В соответствии с «духовной оговоркой», содержавшейся в Аугсбургском религиозном мире, он должен был отречься от престола, однако вместо этого он объявил о равенстве религий в своём государстве, а в 1583 году женился на Агнес фон Мансфельд-Эйслебен, намереваясь превратить страну из церковного в светское династическое герцогство. Представители духовенства в ответ на это избрали нового архиепископа, Эрнста Баварского. В результате началась Кёльнская война между армиями соперничающих кёльнских архиепископов. Победу в ней в 1588 году одержали католики.
В 1584 году в Кёльне открывается нунциат — официальное посольство папы римского. Ведь к тому времени католическая церковь присвоила городу титул «святой» (sanctum), который, кроме Кёльна, носят всего два города: Рим и Константинополь. Несмотря на это, в связи с крахом Ганзы и изнурительной Нойсской войной, экономическая ситуация в городе резко ухудшается. Прекращается даже строительство наполовину готового собора, и средневековый подъёмный кран на одной из башен становится символом города вплоть до XIX века.
С появлением инквизиции в Кёльне создаётся главный центр иезуитов в Германии. С 1529 года начинаются сожжения сначала протестантских проповедников, а потом и «ведьм», например Катарины Хенот. Со времён Средневековья популярны также еврейские погромы. Кроме иезуитов под Кёльном, в монастыре Альтенбергского собора, основываются бенедиктинцы, направляющие отсюда свою миссионерскую деятельность в восточную Европу и Америку.
В остальном данный период не отмечен в истории города крупными событиями. В тридцатилетней войне Кёльн оставался нейтральным, и потому шведская армия заняла в своё время только правобережные городки, которые сейчас являются районами Кёльна. На архиепископском престоле утвердилась династия Виттельсбахов, по совместительству правящая Баварией и Пфальцем; её представитель Клемент Август отстроил в Брюле под Кёльном свою великолепную резиденцию — дворцы Аугустусбург и Фалькенлуст.

## Французский период
После Французской Революции начались многочисленные войны Франции со своими соседями, ратующими за возвращение монархического строя. Покорив нидерландские владения Габсбургов французская армия двинулась к Рейну и уже в 1794 году стояла у ворот Кёльна. Чтобы избежать разрушений кёльнский бургомистр добровольно вручил ключи от города французам. Все территории до Рейна были включены в состав Франции, а Кёльн сделался провинциальным французским городом.
Отношение к завоевателям было двояким. С одной стороны, французы закрыли университет, а также многие монастыри, разрушили в ходе перестройки многие исторические здания и храмы, повывозили в Париж многочисленные культурные ценности. С другой стороны, кёльнцам импонировал либерализм Французской Республики, с воодушевлением было воспринято введение гражданского кодекса Наполеона. Последний посетил Кёльн в 1804 году и был восторженно принят горожанами. Средневековый город получил в ходе перестройки современные бульвары и пассажи.
Ровно через 10 лет, в 1814 году французы покинули город перед наступающими прусскими войсками. На Венском конгрессе Кёльн и вся Рейнская область отошли к Королевству Пруссии.

## Прусский период
К пруссакам жители Кёльна, испытывали гораздо больше неприязни, чем к французам. Как оккупация воспринималось именно консервативное, милитаристское прусское господство, а не период вхождения во Французскую Республику. Тем не менее, именно при пруссаках Кёльн снова становится значимым городом, во многом благодаря началу индустриальной эпохи. В 1832 году здесь проводят телеграфную линию, а в 1843 году открывается одна из первых железнодорожных веток Пруссии, «Кёльн — Ахен». Кроме того, в 1842 году возобновляется строительство кёльнского собора. К концу XIX века в предместьях Кёльна возникают многочисленные фабрики и заводы, что делает его после расширения территории одним из крупнейших индустриальных центров Германской империи. В частности с 1888 по 1910 год в состав Кёльна были включены общины Дойца, Калька, Фингста и Мюльхайма, прилегавшие к городским стенам. Перед Первой мировой войной население города превышало 600 000 человек.
С 1842 года в Кёльне редактором «Рейнской Газеты» становится Карл Маркс, главный теоретик коммунизма. В 1917 году бургомистром Кёльна избирается Конрад Аденауэр.

## Период Веймарской республики
После поражения Германии, Кёльн на короткое время становится столицей самопровозглашённой Рейнской Республики. Затем, в 1919 году он вместе со всем Рейнландом входит в оккупационную зону Франции.
Несмотря на инфляцию, город быстро оправляется от экономического кризиса и последствий войны. В 1919 году вновь открывается университет, в 1923 году строится мюнгенсдорфский стадион, в 1924 году торгово-выставочный комплекс в Дойце, а в 1930 году Генри Форд строит здесь свои фабрики и заводы, до сих пор являющиеся главным работодателем города. В 1920-х годах выпускается даже модель «Форд Кёльн». Тем не менее, несмотря на экономическое развитие, в городе присутствовали бедность, безработица и нехватка жилья.

## Период нацистской Германии

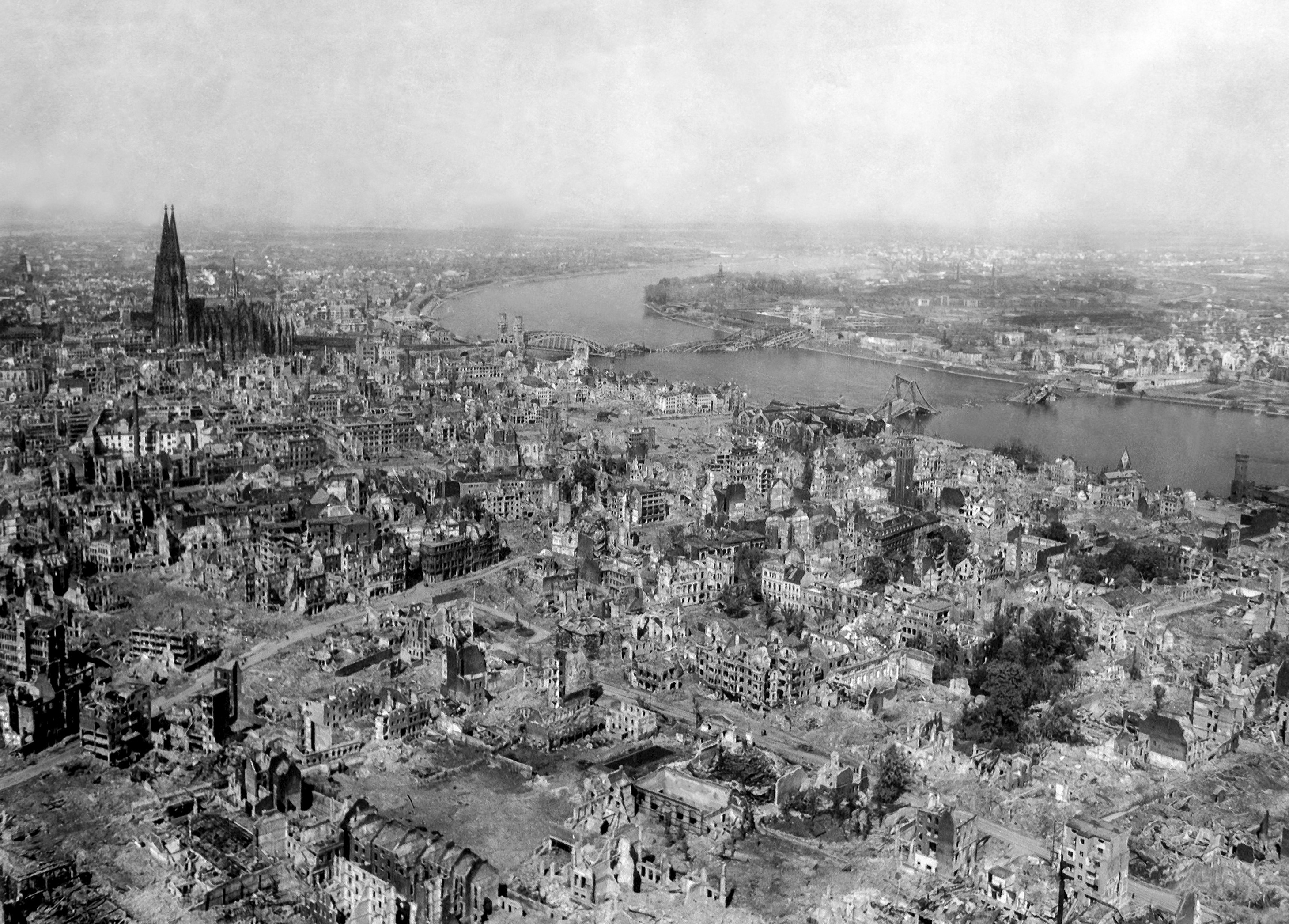
Кёльн в конце Второй мировой войны

30 января 1933 года в Германии к власти пришла нацистская партия НСДАП. Кёльнцы до последнего оказывали на выборах отпор нацистам и лишь через полтора месяца после нахождения Адольфа Гитлера у власти на муниципальных выборах 12 марта 1933 года НСДАП получила здесь нерешительные 39 %, что однако позволило ей взять власть в городе в свои руки. Конрад Аденауэр, «бессменный» бургомистр и убеждённый антифашист, был отстранён должности. Власть в Кёльне перешла к национал-социалистам во главе с гауляйтером гау Кёльн-Аахен Йозефом Гроэ (Josef Grohé).
В 1936 году в демилитаризированный Рейнланд входят германские войска. По всей Германии начинаются погромы евреев и цыган. В «Хрустальную Ночь» сторонники НСДАП сжигают древнюю кёльнскую синагогу и громят еврейские магазины, дома. С началом Второй мировой войны приходят бомбёжки, которые к концу её уничтожат почти весь город (до 90 % зданий центрального района). Только 31 мая 1942 года бомбардировщики британских королевских ВВС уничтожили более 5000 зданий. В 1944 году в Кёльне активно действовала антинацистская подпольная группа Ганса Штайнбрюка, ликвидированная гестаповской «командой Кюттера».
6 марта 1945 года 1-я армия США заняла город.

## Новейшая история

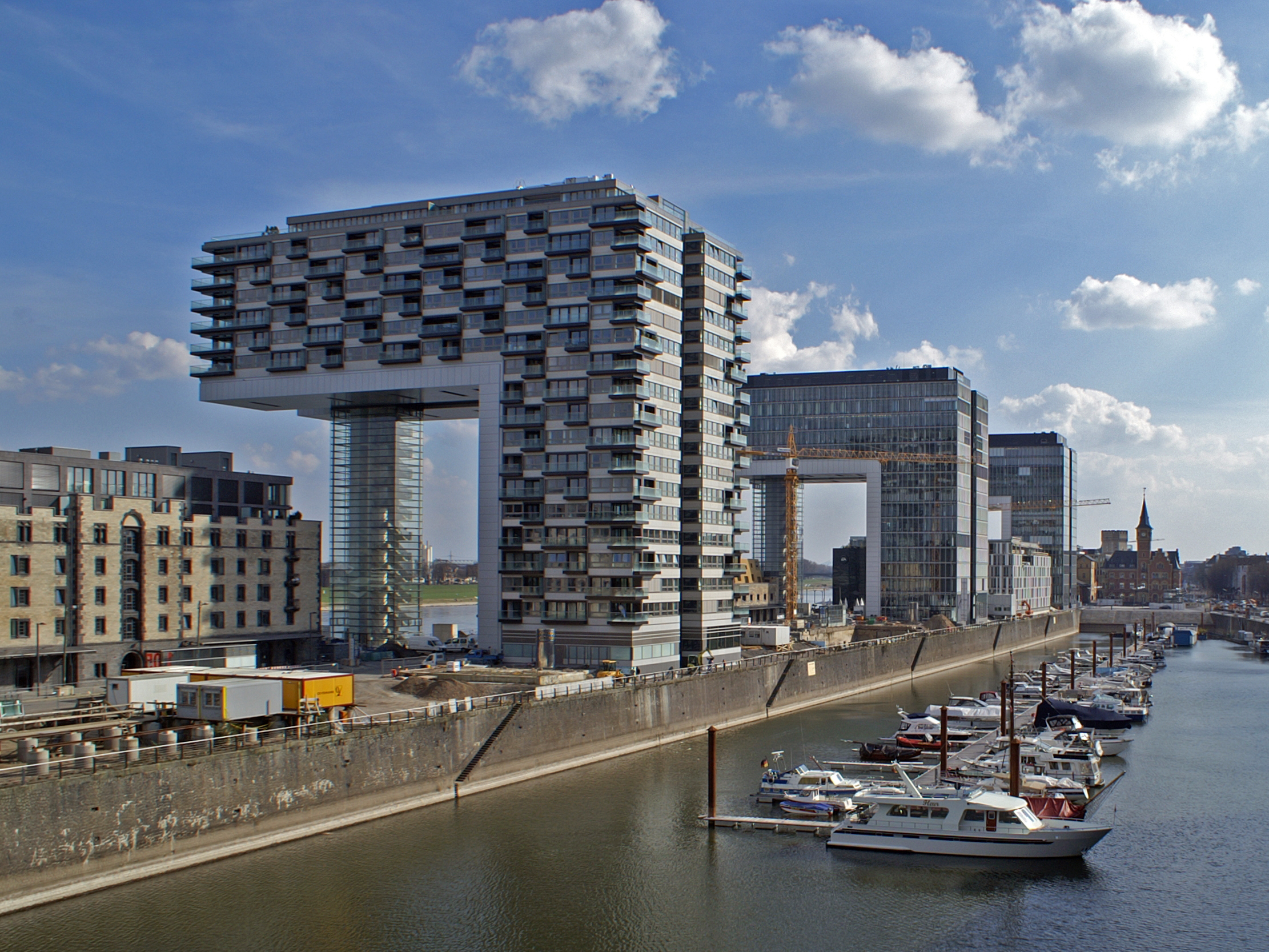
Высотные здания Kranhaus на набережной Райнаухафен

В июне 1945 года Кёльн входит в британскую оккупационную зону. Через 4 года на первых послевоенных выборах бывший бургомистр Кёльна Конрад Аденауэр становится первым канцлером Германии и остаётся на этом посту 14 лет. Первые послевоенные годы полным ходом шло восстановление города, которому суждено закончиться полностью только в середине 1980-х годов. Немецкое экономическое чудо не обходит стороной и Кёльн — тут в ударных темпах возводятся фабрики и заводы, здания фирм, банков, учреждений, объекты культуры; создаётся современная инфраструктура. В 1980 году Кёльн посещает папа римский, а в 1999-м году тут проходит саммит большой восьмёрки, на котором были достигнуты соглашения по войне в Югославии. Строительная деятельность кипит в Кёльне до сих пор. Лишь недавно были закончены такие проекты как «Ланксесс-Арена» — самый большой хоккейный стадион в Европе и самый большой концертный зал Германии и «Медиа-Парк» — красивый современный квартал, в котором сконцентрированы офисы СМИ, кинотеатры, студии телеканалов и прочее.